# Герб на Иран
Гербът на Иран (от хералдическа гледна точка – емблема) в сегашната му форма е приет след Иранската революция през 1979 г. Той представлява стилизиран надпис „Аллах“, (на арабски: الله) и символизира ислямската вяра – „Няма Господ, освен Аллах“ (на арабски: لا إله إلاَّ الله). Петте стълба на исляма са посочени чрез пет основни елемента на герба – четири полумесеца и един меч.
Над меча е сложен знакът „ташдид“ (прилича на легнала цифра 3), който в арабската азбука се използва за удвояване на съгласните. Включването му в герба символизира удвоената сила на меча. Гербът по форма прилича на лале – една препратка към древния мит, според който на гроба на падналия за Иран млад войник пораства червено лале. Лалето в Иран се смята за символ на мъченическа смърт.
Автор на герба е художникът Хамид Надими. Официално този символ е приет за държавен герб на 9 май 1980 г. след като е одобрен от Аятолах Хомейни, основателя на Ислямската Република Иран.
Символът на Иран е включен в системата Уникод под име „FARSI SYMBOL“ и е с код U+262B (☫). 

## История

### Ахемениди
По време на династията на Ахеменидите, при управлението на Кир II Велики, щандартът на империята представлява квадратно знаме, разделено на 4 равностранни триъгълника. Всеки два триъгълника са еднакво оцветени. На намерените изображения горният и долният триъгълници са ярко червени, а левият и десният виолетови.
При разкопките на Персеполис археолозите откриват щандарт, на който е изобразен сокол с разперени криле. Понастоящем се смята, че това знаме е официалният флаг на Иран в епохата на царуванията на Кир II Велики и неговите наследници.

### Сефевиди
Династията на Сефевидите (1501 – 1722/1736) има емблемата „Лъв и Слънце“ (на персийски: شیر و خرشید (шир о хоршид)). Този символ, свързан с древните персийски, тюркски и монголски традиции, е разпространен в Иран още от 12 век.. Мотивът, свързващ лъва и слънцето, е основан върху астрономическите наблюдения и астрологическите схеми, според които древният зодиакален знак на слънцето се намира в съзвездието Лъв. Съчетанието „Лъв и Слънце“ има корени във вавилонската астрология и е популярно в близкоизточните традиции. При Сефевидите този мотив се интерпретира като символ на шиитски ислям. Лъвът и Слънцето символизират двата стълба на обществото – държавата и религията.

### Каджари
Каджарската династия (1781 – 1925) внася изменения в герба на Сефевидите. При управлението на Фат-Али-Шах (1797 – 1834) слънцето зад гърба на лъва придобива човешки облик, а над него се появява короната на Каджарите. При царуването на Каджарите постепенно акцентът върху ислямската интерпретация на мотива „Лъв и Слънце“ избледнява и знаковото му съдържание се преосмисля няколко пъти. Лъвът се разглежда като метафора на първи шиитски имам Али; символизира героите, готови да защитят страната си; възстановява древното си значение на символа на кралската власт. Слънцето също придобива различни значения, включващи олицетворение на митичния ирански Джамшид и метафора на майката Родина.
Символът „Лъв и Слънце“ претърпява много интерпретации през вековете, но се запазва като емблема на Иран, свързваща историческите епохи. Символът престава да се използва като елемент от герба след Иранската революция през 1979 г.

### Пахлави
Династията на Пахлави (1925 – 1979) първоначално запазва герба на Каджарите с малки промени—премахва се човешкият облик на слънцето и се заменя короната на Каджарите с короната на Пахлави. Короната на Пахлави се създава по подобие на Сасанидските корони и се изработва специално за коронацията на първия в династията Реза-Шах.
По-късно, вторият в династията шах Мохамед Реза Пахлави въвежда нов императорски герб, който обединява в себе си историческите, културните и династичните символи, като Лъв и Слънце, Фаравахар (на персийски: فروهر), мечът Зулфикар (на арабски: ذو الفقار), птицата Симург (на персийски: سیمرغ). С този герб се подчертава приемствеността и 25 вековната държавност на Иран.
Императорският герб на династията Пахлави се състои от няколко елемента – голям кръгъл щит; щитодържателите са златни лъвове, издигнали по една сабя; над тази композиция е сложена короната на Пахлави; под щита се намира орденът на Пахлави и синя лента, на която е изписан девизът на персийски: „مرا داد فرمود و خود داور است“ („Мара дад фармуд ва Ход давар аст“, „На мен заповяда да съм справедлив, и Сам е съдията“).
Щитът на герба е разделен на 5 части. В центъра му се намира гербът на Пахлави, малък щит с изображение на планината Дамаванд, зад която изгрява слънце. Горният ляв сектор съдържа символа „Лъв и Слънце“ на син фон. В десния пурпурен сектор се намира крилат слънчев диск Фаравахар, древният символ на зороастризма, религията разпространена в Иран преди исляма. Човешкият образ върху диска е добавен по време на Ахеменидите и се предполага, че е на самия цар Дарий. В долния ляв сектор е сложен Зулфикар, легендарният меч на Али, с който се символизира ислямизацията на Иран. В долния десен сектор се намира образът на митичното същество Симург, господаря на земя, вода и въздух, който символизира епохата на династиите на Аршакидите (250 пр. Хр. – 224 сл. Хр.) и Сасанидите (224 – 650).